# Alma (higo)
 'Alma' es un cultivar moderno de higuera de tipo higo común Ficus carica unífera, de higos color amarillo dorado con manchas marrones. En América del Norte son capaces de ser cultivadas en USDA Hardiness Zones 6f a más cálida.

## Sinonimia
- "DFIC 31",[4][5]
- "Bellaclare #4",
- "Fall Gold",
- "Falls Gold",
- "White",
- "Italian White",

## Historia
Este higo muy carnoso y muy dulce fue obtenido por la « Texas Agricultural Experiment Station » con la Universidad de Texas A&M en 1975.
El higo 'Alma' (061)A Texas A&M fue obtenido por hibridación de 'Allison' (un sinónimo de 'Vernino') con 'Hamma', un cabrahigo del Norte de África caprificado a su vez con mezcla de parentales F. carica/F. palmata.
Esta variedad de higuera está cultivada en el NCGR, Davis (National Californian Germplasm Repository - Davis) con el número 'DFIC 31' desde el 1 de enero de 1982, en que ingresó en el repositorio como un donativo de Universidad de California.

## Características
Las higueras Alma se pueden cultivar en USDA Hardiness Zones 6f a más cálida, siendo la zona óptima de cultivo comprendida entre USDA Hardiness Zones de 7 a 10.
La planta es un árbol pequeño y resistente con una cosecha principal que madura muy tarde. Altamente resistente a las pudriciones de frutas.
El fruto de este cultivar es de tamaño mediano a pequeño y rico en aromas. Su piel es amarilla dorada con puntos y manchas marrones. Su pulpa es muy sabrosa de color ambarino ligeramente rosado. Su sabor muy dulce
Esta variedad es autofértil y no necesita otras higueras para ser polinizada. El higo tiene un ostiolo pequeño que evita el deterioro durante condiciones climáticas adversas.

## Cultivo de higuera en climas fríos
'Alma' son higueras resistentes al frío en áreas donde las temperaturas mínimas invernales no caen por debajo de 5 grados F. (-15 C.). Hay que tener en cuenta, sin embargo, que el tejido del tallo puede dañarse incluso a mucho más de 5 grados F., especialmente si se trata de un periodo prolongado de frío. Las higueras resistentes al invierno asentadas o maduras de varios años son más propensas a sobrevivir a un periodo frío prolongado. Los árboles jóvenes son más propensos a morir en suelos helados, especialmente si tienen "pies encharcados" o raíces cerca de la superficie.
La higuera crece bien en suelos secos, fértiles y ligeramente calcáreos, en regiones cálidas y soleadas. La higuera no es muy exigente y se adapta a cualquier tipo de suelo, pero su crecimiento es óptimo en suelos livianos, más bien arenosos, profundos y fértiles. Aunque prefiere los suelos calcáreos, se adapta muy bien en suelos ácidos. Teme el exceso de humedad y la falta de agua. En estos 2 casos, se producirá el amarilleamiento de las hojas.
Las temperaturas de -10 a -20 grados F (-23 a -26 C) definitivamente matarán a la higuera. De todas maneras en estas zonas y como prevención necesitará algún tipo de protección para el invierno con acolchamiento de los suelos con una gruesa capa de restos vegetales. En la primavera aparecerán ramas vigorosas (y fruta) si el pie ha sido protegido contra las fuertes heladas